# Орден Дуба

Символ королівства Собрарбе

Орден Дуба — міфічний лицарський орден, який за пізнішими переказами був першим Піренейським лицарським орденом. Вважається першим орденом королівства Сорбарбе, Наварри та одним з перших орденів Франції.
Згідно з легендою, був заснований королем Собарбе та Наварри Гарсіа Хіменесом близько 722-723 років і мав на меті боротьбу проти маврів та вшануваня всіх лицарів, що проявили героїзм у цій боротьбі.
Емблемою ордену був зелений дуб із червоним хрестом на верхівці. Лицарі носили цей знак на правій стороні грудей, одяг членів ордену був білим. Орден був названий на честь дуба, в кроні якого король побачив хрест, якому поклонялися ангели, і це видіння надихнуло короля на переможну битву з мусульманами. Після цього орден процвітав протягом приблизно двох століть, перш ніж зник, а його володіння повернулися до королівської родини Хіменеса. Король Іспанії в 1771 році передав частину цих маєтків Ордену Карла III. 
Девізом ордену було: Non timebo millia circundantes me (Я не буду боятися тисяч, які мене оточують).
Незважаючи на своє пірінейське та наварське походження, орден вважається одним з історичних орденів Франції.
Про орден відомо небагато, і він вважається міфічним, що існував лише в пізніших легендах. Історичні факти про існування лицарських орденів до часів хрестових походів невідомі.